# Livansaaret
Livansaaret är en ö i Finland. Den ligger i sjön Päijänne och i kommunen Jyväskylä i den ekonomiska regionen  Jyväskylä ekonomiska region  och landskapet Mellersta Finland, i den södra delen av landet, 210 km norr om huvudstaden Helsingfors. Öns största längd är 0,7 kilometer i nord-sydlig riktning. Notera att namnet antyder att det är fråga om flera öar.